# Florence Tamagne
Florence Tamagne, née en 1970, est une historienne française spécialiste de l’histoire culturelle du genre, de l’homosexualité et de ses représentations. 

## Biographie
Diplômée de l’institut d’études politiques de Paris (1991), agrégée et docteur en histoire, elle est maître de conférences à l'université de Lille (université Lille-III jusqu'en 2018). Sa thèse de doctorat, une étude comparative sur le lesbianisme et l'homosexualité masculine durant l’entre-deux-guerres, a été la première thèse française d’histoire contemporaine sur l’homosexualité. Elle a également publié une histoire des représentations de l’homosexualité, collaboré au Dictionnaire des cultures gays et lesbiennes et au Dictionnaire de l’homophobie. Son ouvrage Le Crime du Palace, sorti en 2017, s'intéresse à l’assassinat d’Oscar Dufrenne et aux mœurs de l'époque.
Elle est membre du comité de rédaction de la Revue d'histoire moderne et contemporaine. Depuis plus récemment, elle travaille sur l'histoire du rock et de la jeunesse des années 1950 aux années 1970.

## Publications

### Ouvrages
- Histoire de l’homosexualité en Europe (Berlin, Londres, Paris, 1919-1939)[4], Éditions du Seuil, coll. « L’Univers historique », Paris, 2000  (ISBN 2020348845)
- Mauvais genre ? Une histoire des représentations de l’homosexualité, La Martinière, coll. « Les Reflets du savoir », Paris, 2001  (ISBN 284675005X)
- Le Crime du Palace. Enquête sur l'une des plus grandes affaires criminelles des années 1930, Paris, Payot, 2017.

### Dictionnaires
Collaborations aux :
- Dictionnaire de l'homophobie, Paris, PUF, mai 2003
- Dictionnaire des cultures gays et lesbiennes, de Didier Eribon, Paris, Larousse, juin 2003

## Prix
- Prix Augustin-Thierry 2017 des Rendez-vous de l'histoire.